# Jesus Yu Varela
Jesus Yu Varela (1927 – 2018) là một Giám mục người Philipines của Giáo hội Công giáo Rôma. Ông nguyên là Giám mục chính tòa Giáo phận Sorsogon. Trước đó, ông còn đảm trách nhiều vị trí khác như Giám mục phụ tá Tổng giáo phận Zamboanga và Giám mục chính tòa Giáo phận Ozamis.

## Tiểu sử
Giám mục Jesus Yu Varela sinh ngày 18 tháng 12 năm 1927 tại Bacolod, thuộc Philipines. Sau quá trình tu học dài hạn tại các cơ sở chủng viện theo quy định của Giáo luật, ngày 17 tháng 3 năm 1956, Phó tế Valera, 28 tuổi, tiến đến việc được truyền chức linh mục, buổi lễ truyền chức cử hành tại Cebu.
Sau hơn 10 năm thi hành tác vụ trên cương vị là một linh mục, ngày 28 tháng 3 năm 1967, từ Tòa Thánh loan đi tin báo về việc Giáo hoàng đã quyết định và tuyển lựa linh mục Jesus Yu Varela, 40 tuổi, gia nhập hàng ngũ các giám mục, cụ thể với vị trí Giám mục phụ tá Tổng giáo phận Zamboanga và danh hiệu Giám mục Hiệu tòa Tatilti. Lễ tấn phong cho vị giám mục tân cử đã được tổ chức sau đó vào ngày 30 tháng 4 cùng năm, với phần nghi thức chính yếu của việc truyền chức được cử hành trọng thể bởi 3 giáo sĩ cấp cao. Chủ phong cho vị tân chức là Tổng giám mục Teopisto Valderrama Alberto, Tổng giám mục chính tòa Tổng giáo phận Caceres (Nueva Caceres). Hai vị còn lại trong vai trò phụ phong gồm có Giám mục Mariano Gaviola y Garcés, Giám mục chính tòa Giáo phận Cabanatuan và Giám mục Julio Xavier Labayen, O.C.D., Giám mục Giám quản Vùng Infanta. Tân giám mục chọn cho mình châm ngôn:Dum spiro spero.
Bốn năm sau khi được bổ nhiệm làm Giám mục Phụ tá Zamboanga, ngày 17 tháng 2 năm 1971, Tòa Thánh ra thông cáo về việc chấm dứt nhiệm vụ Giám mục phụ tá của Giám mục Yu Varela, đồng thời thuyên chuyển giám mục này làm Giám mục chính tòa Giáo phận Ozamis. Nhưng vị trí của Giám mục Yu vẫn chưa được cố định tại một nơi, khoảng chín năm sau đó, ngày 27 tháng 11 năm 1980, Tòa Thánh một lần nữa quyết định thuyên chuyển Giám mục Yu, và lần này chuyển giám mục này đến Giáo phận Sorsogo. Ông thực thi trách vụ tại đây cho đến khi được Tòa Thánh chấp thuận đơn xin từ nhiệm vì lí do tuổi tac theo Giáo luật vào ngày 16 tháng 4 năm 2003.
Giám mục Jesus Yu Varela qua đời ngày 23 tháng 2 năm 2018, thọ 91 tuổi.